# Биржевая линия
Биржева́я ли́ния — улица в Василеостровском районе Санкт-Петербурга. Проходит от площади Академика Сахарова до набережной Макарова.

## История
Биржа как учреждение, где проводились торговые операции, возникла в Санкт-Петербурге в 1703 году у торговых рядов на Троицкой площади. В начале 1730-х годов торговая пристань, таможня и биржа были переведены на Васильевский остров. В 1805—1810 годах архитектор Тома де Томон построил монументальное здание Биржи, которое стало композиционным центром ансамбля Стрелки Васильевского острова. С биржей также связано несколько названий в этой части Васильевского острова: Биржевой переулок, Биржевой мост, Биржевой проезд, а также Биржевая линия. Эти названия были им присвоены в 1798 году. Название Биржевая линия дано по биржевым складским постройкам, находившимся поблизости (Биржевой переулок, д. № 2—4).

## Достопримечательности
- Дом № 1. Библиотека Российской академии наук. Здание библиотеки на этом месте было открыто для посетителей в 1728 году. В январе 1901 года в библиотеке произошёл пожар, что ускорило решение вопроса о строительстве нового здания. Оно возводилось в 1913—1914 годах по проекту архитектора Р. Р. Марфельда, но строительство было прервано в связи с началом Первой мировой войны и завершено лишь в 1924—1925 годах архитектором Я. Я. Кетчером. Проект Марфельда был выдержан в духе неоклассицизма, однако Кетчер придал зданию более строгий и актуальный на тот момент облик, близкий к конструктивизму.  памятник архитектуры (вновь выявленный объект)[2]
- Дом № 3 (Набережная Макарова, д. № 8). Первоначально на этом месте располагался Старый Гостиный двор, возведенный в 1720-х годах по проекту Доменико Трезини. Он был снесен в связи с возведением здания Министерства торговли и промышленности, построенного в 1914-1915 годах по проекту архитектора М. М. Перетятковича в стиле неоклассицизма. При советской власти здание Министерства было передано в распоряжение Совета народного хозяйства Северной области. Затем здесь размещалась Военно-политическая академия им. Н. Г. Толмачёва. С 1956 года в здании находится Военная академия тыла и транспорта.  Объект культурного наследия № 7810168000№ 7810168000
- Дом № 4. В 1870-х годах в этом доме находилась кондитерская фабрика купца П. О. Журкина, а с 1900-х годов — конфетная и шоколадная фабрика А. И. Колесникова. В 1920-х годах дом был передан Государственному оптическому институту (ГОИ). Здесь находились служебные квартиры для сотрудников. В этом доме жили, в частности, основатель ГОИ академик Д. С. Рождественский и академик С. И. Вавилов.  Объект культурного наследия № 7810139000№ 7810139000
- Дом № 6. Здание студенческой столовой Санкт-Петербургского университета. Построено в 1902 году архитектором И. Н. Коковцевым в стиле неоренессанса на пожертвования по инициативе профессора истории русской литературы О. Ф. Миллера. До революции столовая носила его имя. В советское время получила порядковый номер — столовая № 8. Прославилась в студенческой среде под названием «Восьмёрка». В 2001 году был произведен капитальный ремонт здания, в ходе которого отреставрирован ряд помещений на основании старых фотографий и документов и совершена частичная внутренняя перепланировка.  памятник архитектуры (вновь выявленный объект)[2]
- Дома № 12. Особняк и конюшни Г. П. Елисеева, комплекс построен в 1884 году архитектором А. К. Бруни. Перестраивался в 1893-1894 годах по проекту архитектора Г. В. Барановского. С 1920-х годов — одно из зданий Государственного оптического института им. С. И. Вавилова (ГОИ)[3][4]. Памятник истории и культуры местного значения[5].
- Дом № 14. Доходный дом Елисеевых. Построен в 1884 году архитектором А. К. Бруни. Перестраивался в 1893-1894 годах по проекту архитектора Г. В. Барановского. С 1920-х до 1990-х годов — один из корпусов Государственного оптического института. Далее — инновационно технологический центр Санкт-Петербургского университета информационных технологий, механики и оптики. В этом здании работали выдающиеся физики — академик А. А. Лебедев, основатель ГОИ академик Д. С. Рождественский и другие, о чём напоминают мемориальные доски на фасаде здания. Во дворе здания находился памятник Стиву Джобсу. 3 ноября 2014 года памятник был демонтирован «во исполнение закона о запрете пропаганды гомосексуализма среди несовершеннолетних» после каминг-аута главы «Apple» Тима Кука. Памятник истории и культуры местного значения[5].
- Дом № 16. В первой четверти XIX века здесь находились каменные двухэтажные склады с классицистическим фасадом. В 1824 году купец П. Е. Елисеев открыл здесь винную торговлю, и здание стало использоваться как винные склады торгового дома «Братья Елисеевы». В 1868-1869 годах архитектор Н. П. Гребёнка расширил склады, и они считались грандиозным сооружением своего времени. После того, как здания были переданы ГОИ, в 1938—1939 годах архитекторы Б. С. Ребортович и А. И. Гегелло надстроили корпус и изменили оформление фасада, включив в его композицию скульптурные эмблемы науки и техники. В 1930-х годах здесь также находился музей потребительской кооперации (ЛСПО).  памятник архитектуры (вновь выявленный объект)[2]
- Дом № 18. Первоначально трехэтажный жилой дом был построен в 1841—1842 годах по проекту архитектора А. Х. Пеля для купца П. Ф. Меняева. Включает в себя дом по Биржевой линии, Волховскому переулку и набережной Макарова и служебный флигель по Биржевому переулку. С 1870-х до 1917 года — доходный дом купцов Елисеевых. В 1879 году по проекту архитектора Л. Ф. Шперера здание было надстроено четвёртым этажом. В 1887 году на части дома по Биржевой линии надстроены художественные мастерские по проекту архитектора Г. В. Барановского. В этом доме жили: композитор П. И. Чайковский (в семье родителей, 1848-1849 годы), художники Григорий и Никанор Чернецовы, И. Н. Крамской (с 1869 по 1887 год), в 1870-х годах — И. И. Шишкин; позднее — художники А. И. Корзухин, Г. Г. Мясоедов (в 1888 году), А. И. Куинджи (с 1897 по 1910 год), физиолог Н. Е. Введенский (с 1896 по 1914 год) и др. В доме находится музей-квартира А. И. Куинджи. Объект культурного наследия № 7810727000№ 7810727000